# 4-2-4

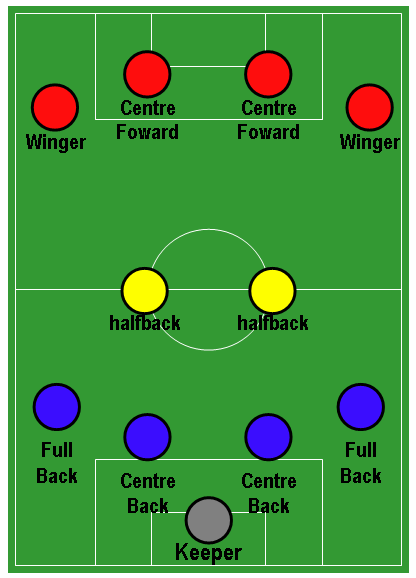
4-2-4

4-2-4とはサッカーのフォーメーションの一つである。4人のディフェンダー、2人のミッドフィールダー、4人のフォワード で構成される。

## 概要
1930年代から1958年のワールドカップまで、サッカーのフォーメーションはWMフォーメーションが隆盛を極めていたが、同大会でブラジルが独創的な4-2-4フォーメーションを用いて優勝した。これによりWMフォーメーションの時代は終わり、4-2-4や4-3-3が主流となっていった。
4-2-4以前の戦術は全てヨーロッパで開発されてきたため、4-2-4は史上初めてヨーロッパ以外の地域から生まれた戦術としても知られる。
4-2-4とは4人のディフェンダー、2人のミッドフィールダー、4人のフォワード という布陣の意味である。WMフォーメーションは攻守の完全分業制で5人攻撃、5人守備の戦術であったが、4-2-4は中盤の2人が攻守を兼業する6人攻撃、6人守備である。攻守共に1人分増えることになる4-2-4はWMフォーメーションを圧倒することとなった。
1958年ワールドカップブラジル代表でこのフォーメーションを説明すると、まず4人のディフェンダーは従来のフルバックが4人並んでいるのではなく、左サイドバックのニウトン・サントス、右サイドバックのジャウマ・サントスは攻撃的であった。2人ともスター選手である。ミッドフィールダーの2人は攻守を兼業するキーマンで、運動量を求められた。そのうちジジは当時世界屈指のテクニシャンで司令塔の役割を担っていた。4人のフォワードは両サイドがウイングで真ん中の2人がセンターフォワードだった。ただ左ウイングのマリオ・ザガロは普段は下がり気味で、左サイドにわざとスペースを空けるのがブラジルの戦術であった。右ウイングには若手のガリンシャがいて、彼のドリブルを止められる者はいなかった。センターフォワードの1人ババはブラジルにしては珍しく大型フォワードであった。そして、もう1人のセンターフォワードが、この大会途中にレギュラーを獲得した17歳のペレである。ブラジルのスーパースター達の能力を十二分に発揮させた4-2-4は、ブラジルを悲願のワールドカップ初優勝へと導いた。
20世紀中頃に一世を風靡したフォーメーションではあるものの、近年においても一部のクラブにより用いられた例がある。ACシエナやASバーリ、アタランタBC、ユヴェントスFCなどを率いたアントニオ・コンテがこのシステムを主として採用し、一種のトレードマークとして認知されていた。彼は両サイドのサイド・ミッドフィールダーともウィング・ハーフとも取れないミッドフィールダーを大胆に押し上げ、フォワードのウィンガーを兼用させるこの超攻撃型4-2-4フォーメーションを中心とした戦術で就任当時セリエBだったバーリを僅か1年でセリエAへと昇格させ、ユヴェントスでは他のシステムも織り交ぜつつも23勝15分無敗という快挙を成し遂げ、現代において十分通用する戦術の一つである事を証明してみせた。

4-2-4で特筆すべきことはWMフォーメーションの完全分業制を壊したことである。中盤が攻守を兼業することに加えて、ブラジルは独特のラテン気質のせいもあって、ポジションに縛られないサッカーも展開した。これにより、各ポジションが攻守に貢献すべきという考えが生まれ、全員攻撃・全員守備を行うことが重要視されることとなった。これは後にディフェンダーのオーバーラップやフォワードの前線からの守備などを生み出すきっかけとなった。また、この流れは1974年のワールドカップの全員攻撃・全員守備を戦術化したオランダのトータルフットボールにつながったといえるだろう。